# Port Vila
Port Vila es la capital y la ciudad más poblada de Vanuatu, con 49 034 habitantes según el censo de 2020. Situada en la costa sur de la isla de Éfaté (la tercera más grande del archipiélago), es el centro económico y comercial del país; así mismo, su puerto y su aeropuerto son los más importantes del país.

## Historia
La zona ocupada por Port Vila ha estado habitada por población melanesia por miles de años. Cerca de la ciudad, en una explotación arqueológica conocida como Teouma, se encontraron en el otoño de 2004 en un sitio de enterramiento de 25 tumbas tres docenas de esqueletos humanos de la cultura lapita, así como de piezas de cerámica que datan del siglo XIII a. C.
En mayo de 1606 los primeros europeos llegaron a la isla, encabezados por Pedro Fernández de Quirós y Luis Váez de Torres. En el siglo XIX, cuando las islas se llamaban Nuevas Hébridas, los británicos controlaban económicamente la zona, pero a partir de 1880 la balanza económica empezó a cambiar en favor de los franceses; estos veían en Vanuatu una fuente de mano de obra para sus minas de níquel de Nueva Caledonia y para plantaciones. Un ciudadano francés llamado Ferdinand Chevillard comenzó a comprar y limpiar terrenos cerca del actual puerto de Port Vila, que estaba previsto que se convirtiese en la mejor plantación francesa de la isla. En lugar de eso, la zona se convirtió en la municipalidad de Franceville, que se declaró independiente el 9 de agosto de 1889 —aunque esta duró solo unos meses, hasta junio del año siguiente— y se convirtió en la primera nación autogobernada en la práctica del sufragio universal sin distinción de sexo o raza. Aunque la población entonces era de unos 500 nativos y menos de 50 blancos, solo estos últimos fueron autorizados a ocupar un cargo público. Su primer presidente fue el mencionado Ferdinand Chevillard y uno de los presidentes electos fue un ciudadano nacido en Tennessee, Estados Unidos: R. D. Polk, familiar del presidente estadounidense James K. Polk.
Después de 1887 el territorio fue administrado conjuntamente por los franceses y los británicos, pero no fue hasta 1906 cuando se formalizó con la firma de un condominio por ambas partes y cuya máxima autoridad era el Tribunal Mixto del Condominio. Sin embargo, su presidente tenía que ser un español para evitar las suspicacias de franceses e ingleses. En la práctica este dominio compartido dividió a las islas en dos comunidades separadas, una angloparlante y otra francoparlante, situación que se mantiene hasta la actualidad y se aprecia en la existencia de escuelas que enseñan en una lengua u otra (raramente en las dos) y en diferentes partidos políticos.
No fue bombardeada por los japoneses durante la Segunda Guerra Mundial, pero fue utilizada como base aérea estadounidense (quienes construyeron varias estructuras militares en la ciudad y en el norte de la isla), aunque también fue usada por las aviaciones australiana y neozelandesa. Desde mayo de 1942 hasta 1945 aproximadamente medio millón de tropas pasaron o estaban acuarteladas en Vanuatu. Esta guerra tuvo un fuerte impacto sobre la administración del condominio, ya que el personal del mismo se redujo a un punto en que muchos servicios cerraron por completo; como ejemplo más destacado, el Tribunal Mixto no tuvo presidente desde 1939 hasta 1953.
Tras la independencia de Vanuatu en 1980, Port Vila se convirtió en la capital del nuevo país.
En la noche del 7 al 8 de febrero de 1987 el ciclón Uma pasó por la ciudad con vientos superiores a los 100 nudos, dejándola gravemente dañada. El 95% de las casas fueron dañadas o destruidas, dejando a la mayoría de sus 16.000 habitantes sin hogar.
En esta ciudad se celebró del 24 al 27 de agosto de 1999 una reunión de la Unesco titulada «Second World Heritage Global Strategy Meeting for the Pacific Islands region». Uno de los puntos más importantes referentes a Vanuatu y la región del Pacífico fue la cuestión de la declaración del patrimonio submarino como patrimonio de la humanidad, puesto que el entorno de Port Vila y de las demás islas del país tienen una gran riqueza submarina.
El 3 de enero de 2002 un fuerte terremoto volvió a causarle grandes daños y también a sus alrededores (la ciudad se encuentra en una de las zonas sísmicas más activas del mundo). En diciembre de 2004, el tsunami del océano Índico causó fluctuaciones de las olas de 18 cm de la cresta al valle.
En la ciudad se encuentran los edificios de las embajadas que Australia, Francia, Nueva Zelanda, China y la Comisión Europea tienen en Vanuatu. El 30 de mayo de 2008 se inauguró un edificio que alberga una oficina del secretariado del Melanesian Spearhead Group, coincidiendo con la presidencia de esta asociación por parte de Vanuatu, aprobado en la reunión que esta asociación realizó en Port Vila poco antes de la apertura del edificio. En la semana del 27 de octubre ocurrió en la ciudad el «Foro económico de las islas del Pacífico» que reunió a los ministros de economía de Nauru, Tuvalu y las Islas Cook para tratar el «Pacific Petroleum Project», un proyecto que busca conseguir petróleo a tasas más baratas.

## Economía

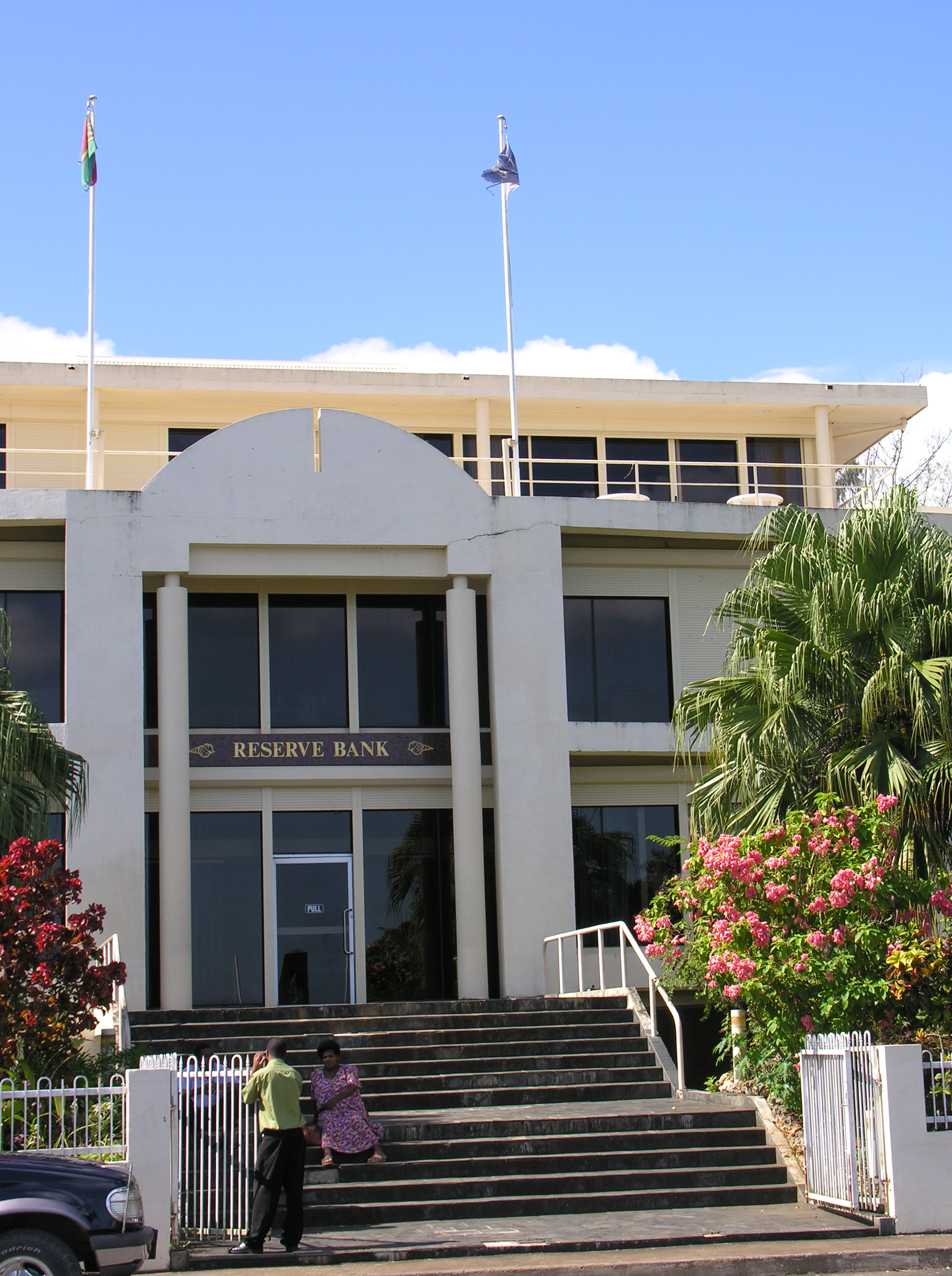
Banco de la Reserva de Vanuatu en Port Vila.

Port Vila es el puerto más importante de Vanuatu y el centro comercial del país. Las principales industrias de la ciudad son la agricultura y la pesca, sin embargo el turismo (proveniente principalmente de Australia y Nueva Zelanda) se está convirtiendo en una industria muy importante.
Su puerto posee facilidades para recibir buques de pasajeros y buques de carga. Tiene la certificación «Sistema de Protección de Buques e Instalaciones Portuarias», conseguida tras haber sido acondicionado con una importante inversión producto de donaciones provenientes de Estados Unidos. 
El país todavía depende de la ayuda exterior, la mayoría de ella proviene de Australia y Nueva Zelanda; ayudas neozelandesas han permitido a algunos habitantes de la ciudad a formarse como médicos y, a continuación, a pagar parte de sus salarios durante el primer año después de su formación. Por su parte, Australia paga el salario de los consultores que trabajan en el hospital central de la ciudad y colabora activamente en la defensa del país, con un montante total de 1,36 millones de dólares australianos (AUD) para los años 2008/2009. La ayuda total australiana para el desarrollo asciende a casi 52 millones de AUD para el periodo 2008/2009. Algunos comercios de Port Vila admiten moneda australiana en las transacciones. A partir del año 2000 comenzó a llegar ayuda de China y de Japón; las ayudas japonesas han servido para la adquisición de un vehículo para la recogida de residuos urbanos, para rehabilitaciones de centros de salud y hospitales, un centro nutricional, proyectos educativos y construcción de carreteras, entre otros.
Tal es la importancia de Port Vila en la economía de Vanuatu, que de la ciudad parten el 35,7% de las exportaciones del país, mientras que a través de ella llegan el 86,9% de las importaciones. El principal socio comercial del país es Australia, país del cual importa por valor de 75 millones de AUD y al que exporta por un total de 1,1 millón de AUD.

## Demografía

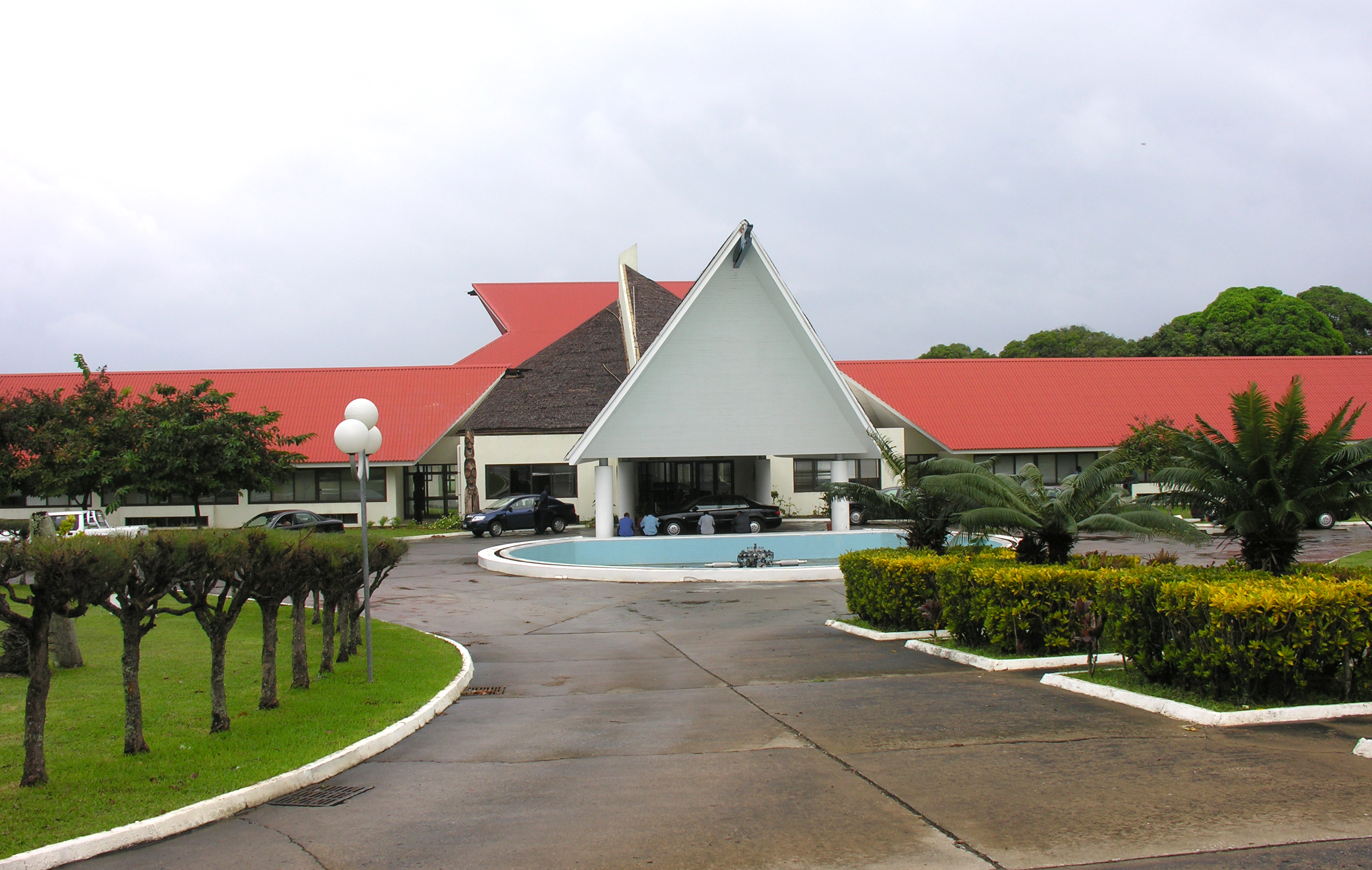
Parlamento de Vanuatu en Port Vila.

El censo de 2020 decía que la ciudad tenía 49.034 habitantes. La etnia predominantemente es la melanesia, con pequeñas poblaciones polinesias, asiáticos y europeos, principalmente franceses y británicos.

### Religión
El cristianismo es la religión predominante en todo el país, profesado por más del 90% de la población. La vertiente más populosa es la Iglesia presbiteriana, seguido por un tercio de la población, si bien la Iglesia católica, la anglicana, la adventista del séptimo día y la Iglesia de Melanesia también tienen bastantes seguidores, con entre un 10% y un 14% de la población cada una. En el barrio francés se encuentra levantada la Catedral del Sagrado Corazón. Debido a la influencia misionera, las mujeres visten de manera conservadora; muchas de ellas llevan ropas coloridas, con vestidos Mother Hubbard. Los turistas pueden vestir como deseen en los edificios turísticos y su entorno (zonas de servicios, piscina, etc.), pero fuera de esas zonas es respetuoso y cortés no llevar puesta ropa que sea muy reveladora.

## Clima
La ciudad es de clima tropical, con calor y mucha humedad; aunque estos factores son aliviados por la brisa del mar. La estación cálida es de noviembre a mayo, cuando cae la mayor parte de la lluvia. Sin embargo, la lluvia puede caer en cualquier mes, incluso los meses más secos promedian 20 días de lluvia. La media anual de pluviosidad es de 2360 mm. De junio a octubre el ambiente se vuelve ligeramente más fresco, con temperaturas diurnas cercanas a los 26 °C y las nocturnas descendiendo ligeramente de los 20 °C. Port Vila está situada en una zona donde soplan habitualmente vientos alisios y puede resultar afectada por ciclones de diciembre a abril.
|                                       | Ene | Feb | Mar | Abr | May | Jun | Jul | Ago | Sep | Oct | Nov | Dic | Año |
| ------------------------------------- | --- | --- | --- | --- | --- | --- | --- | --- | --- | --- | --- | --- | --- |
| Temperatura media máxima (°C)         | 31  | 31  | 31  | 28  | 28  | 27  | 26  | 26  | 27  | 28  | 28  | 30  | 28  |
| Temperatura media mínima (°C)         | 22  | 22  | 22  | 22  | 20  | 19  | 18  | 17  | 18  | 18  | 20  | 21  | 20  |
| Precipitaciones medias mensuales (cm) | 25  | 30  | 30  | 22  | 18  | 16  | 8   | 8   | 7   | 8   | 14  | 17  | 203 |
| Fuente: MSN Weather                   |     |     |     |     |     |     |     |     |     |     |     |     |     |

## Turismo

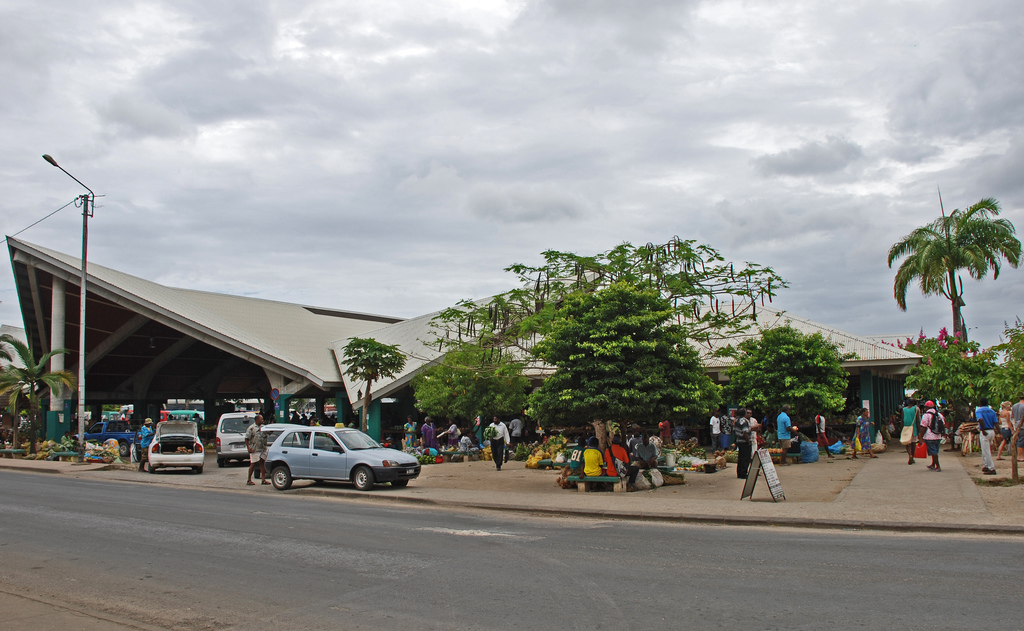
Mercado de Port Vila.

El turismo se está convirtiendo en la principal industria de la ciudad y del país y supone una gran fuente de ingresos. En 1997 más de 50.000 personas visitaron la ciudad; la mayoría de los turistas llegan al país a través del aeropuerto internacional Bauerfield, que se encuentra 6 kilómetros al norte de la ciudad. La calle Kumul Highway, que discurre paralela a la bahía, es la principal calle comercial de la ciudad, está llena de tiendas libres de impuestos, restaurantes, cafés, tiendas de recuerdos y puestos de frutas y verduras. El barrio francés es el más elegante de la ciudad, está lleno de árboles y casas construidas durante la época colonial; en este barrio se encuentra la Catedral del Sagrado Corazón (Sacré Coeur). También existe un pequeño barrio chino (Quartier Chinois) en torno a la calle Carnot, habitado principalmente por chinos y vietnamitas. Los alrededores de Port Vila son ideales para realizar trayectos en velero o en transbordador hacia las islas vecinas o para la práctica del submarinismo y del buceo. Se ofertan rutas y viajes de un día a aldeas tradicionales, a las islas vecinas y al volcán Yasur (en el sudeste de la isla Tanna), uno de los volcanes en activo más accesibles del mundo, que incluso cuenta con un buzón de correo cerca del cráter. El mar está plagado de barcos hundidos (la mayoría del siglo XIX), como el velero Star of Russia, de los mismos constructores que el Titanic, que está sumergido a apenas 300 metros del muelle. 10 km al noroeste de la ciudad, cerca de Mele, se encuentran las cascadas de Lolima, rodeadas de colinas boscosas poco visitadas, y que pueden ser escaladas con la ayuda de un guía.

## Cultura

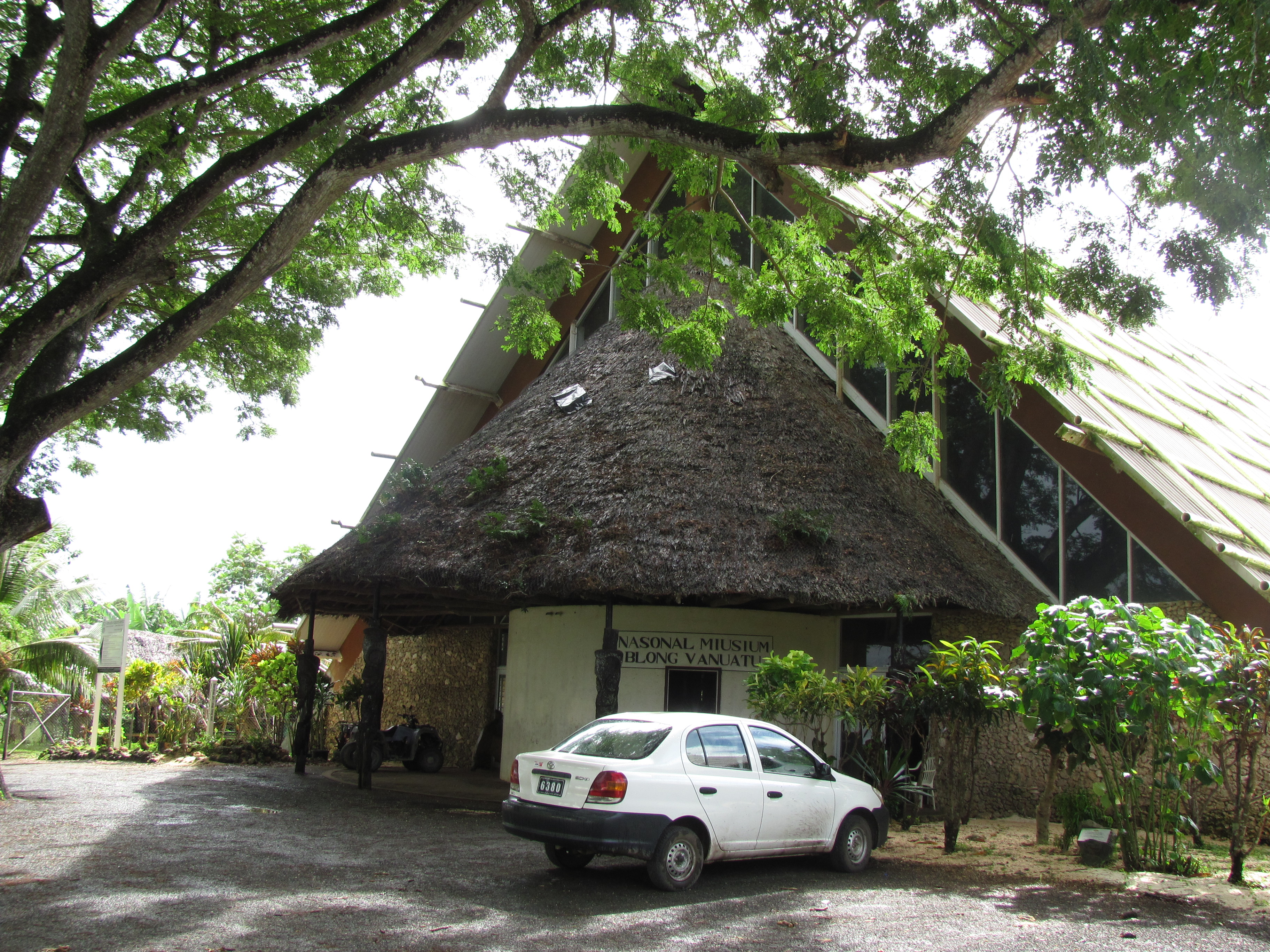
Museo Nacional

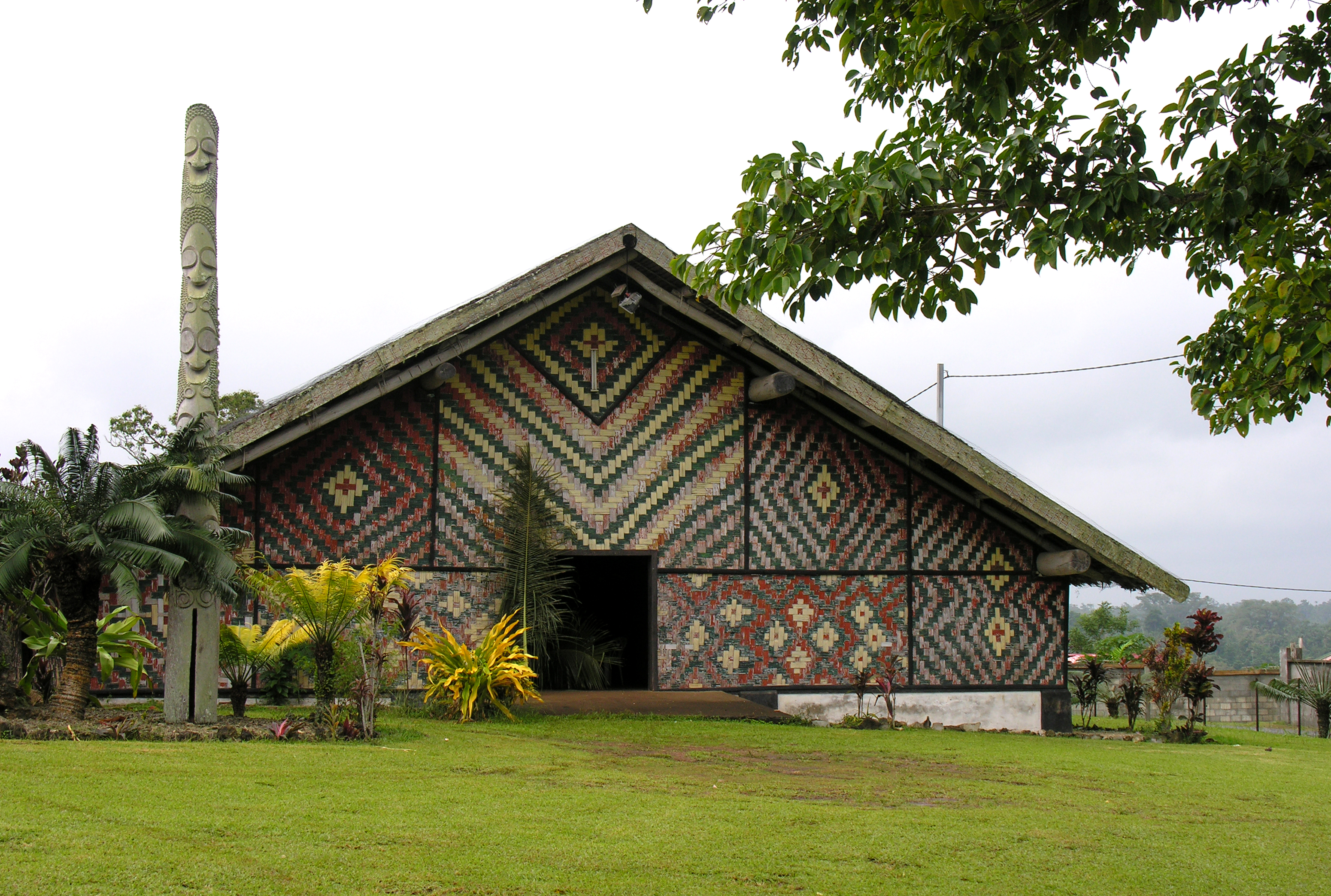
Asamblea Nacional de Jefes, en Port Vila.

Junto al edificio del Parlamento (el cual se encuentra decorado con grandes murales de múltiples colores) se encuentra el Cultural Centre, el centro cultural del país. Se trata de un gran edificio que contiene el Museo Nacional, con varias exposiciones permanentes («Historia de las canoas en Vanuatu», «La Segunda Guerra Mundial» o «Condominio», por ejemplo) además de gran variedad de arte étnico vanuateño. Algunas de las piezas de cerámicas encontradas en Teouma han sido restauradas en Sídney y se exponen en el museo. La única biblioteca pública de la ciudad se encuentra también en el edificio del Cultural Centre. Al lado de este edificio se encuentra un famoso y enorme caldero de bronce que servía a los balleneros del siglo XIX para derretir grasa.
Una tradición de Vanuatu es el sandroing, una singular tradición consistente en dibujar laberínticas figuras geométricas directamente sobre el terreno con uno o dos dedos. Se distingue de otras formas de dibujo sobre el terreno en que las formas son dibujadas con un trazado continuo, sin levantar el dedo del suelo.
Entre los edificios más antiguos se encuentra el Tribunal Supremo, que anteriormente fue el Tribunal Mixto del Condominio.

## Educación
Port Vila es una de las sedes de la Universidad del Pacífico Sur, una institución educativa —financiada principalmente por Australia— cuya propiedad está compartida entre doce países del Pacífico y cuyos campus están repartidos por cada país. En Emalus Campus, el campus de Vanuatu, situado en Port Vila, se encuentra la única facultad de Derecho de la universidad; a él acuden estudiantes de los doce países y de fuera de la región. Para la educación primaria las escuelas más destacadas son Central Primary School y Port Vila International School.

## Transporte

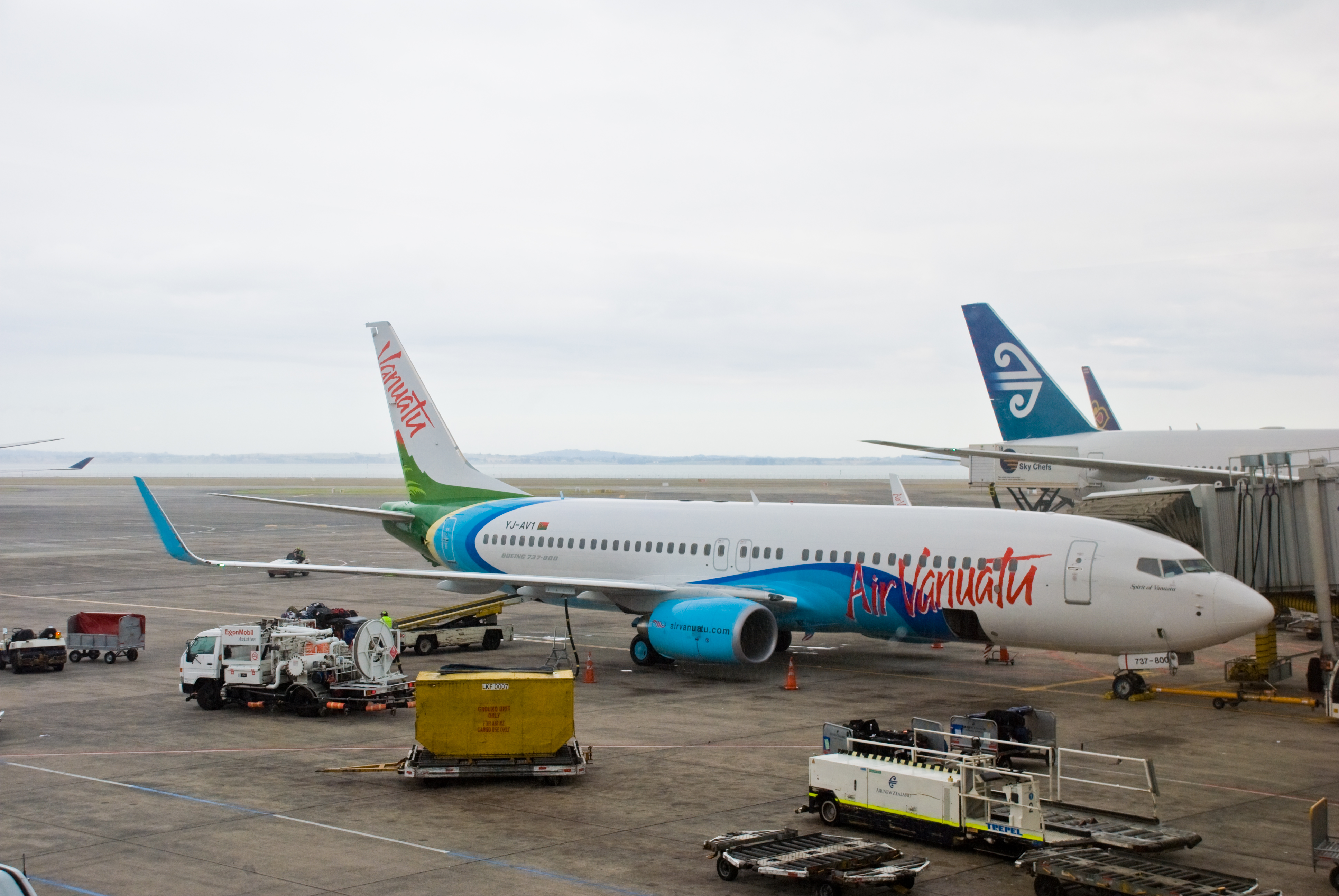
Avión de Air Vanuatu en el Aeropuerto Internacional Bauerfield.

En Port Vila, los autobuses y los microbuses se identifican claramente porque llevan una B roja en el lado izquierdo de la matrícula. Como no existen servicios regulares, los autobuses se encuentran principalmente en la calle principal, desde donde recogen a los pasajeros y los llevan hasta su destino; es habitual parar autobuses en movimiento si van en la dirección deseada. Hay muchos menos autobuses en la carretera durante los domingos.
Los taxis son abundantes en la ciudad. Existen tarifas estándar para los viajes hacia y desde el aeropuerto hasta el lugar de alojamiento en Port Vila o cerca de ella. El resto de viajes, así como el alquiler de taxis para viajes, son de tarifa variable.
El Aeropuerto Internacional Bauerfield se encuentra a 6 km al norte de la ciudad; es el más importante y la principal puerta de entrada al país. Desde él se ofrecen vuelos regulares a países vecinos, como Nueva Caledonia, Fiyi, Islas Salomón, Nueva Zelanda y Australia.

## Hermanamientos
- Shanghái, China (1994).[33]

## Deporte
Tienen su sede en la ciudad varios equipos de fútbol:
- Amicale FC
- Erakor Golden Star
- Ifira Black Bird
- Pango Green Bird
- Port Vila Sharks
- Tafea Football Club
- Tupuji Imere
- Westtan Verts FC
- Yatel FC

Los partidos de la selección de fútbol de Vanuatu se juegan en Port Vila, en el estadio polideportivo Korman Stadium, que cuenta con una capacidad de 6.000 personas. A finales de 2007 comenzaron las obras de reforma del Port Vila Stadium, subvencionadas por la FIFA con 400.000 dólares dentro del programa Goal Programme; gracias a ella se instaló césped artificial y se adecuó el estadio a las exigencias de la FIFA para albergar partidos internacionales. Además, se realizan torneos de pesca, béisbol, golf, baloncesto, rugby, vóley playa y cricket, si bien muchos de ellos solo se realizan durante la temporada turística, orientados más a ofertas turísticas que a ligas de competición continuadas.

## Filmografía
God is american, feature documentary (2007, 52 min), by Richard Martin-Jordan, on John Frum's cult at Tanna.